# Сосновское сельское поселение (Таврический район)
Сосновское се́льское поселе́ние — муниципальное образование в Таврическом районе Омской области Российской Федерации.
Административный центр — село Сосновское.

## История
Статус и границы сельского поселения установлены Законом Омской области от 30 июля 2004 года № 548-ОЗ «О границах и статусе муниципальных образований Омской области».

## Население
| 2010  | 2011  | 2012  | 2013  | 2014  | 2015  | 2016  |
| ----- | ----- | ----- | ----- | ----- | ----- | ----- |
| 3940  | ↗3953 | ↗4007 | ↗4052 | ↗4053 | ↗4077 | ↘4067 |
| 2017  | 2018  | 2019  | 2020  | 2021  | 2023  |       |
| ↘4014 | ↘3990 | ↘3987 | ↗4017 | ↗4049 | ↘4013 |       |

## Состав сельского поселения
| № | Населённый пункт | Тип населённого пункта       | Население |
| - | ---------------- | ---------------------------- | --------- |
| 1 | Воронково        | село                         | ↘159      |
| 2 | Лесное           | село                         | ↘93       |
| 3 | Садовое          | село                         | ↘245      |
| 4 | Сосновское       | село, административный центр | ↗3554     |